# Фабіан Клос
Фабіан Клос (нім. Fabian Klos, нар. 2 грудня 1987, Гіфгорн, Німеччина) — німецький футболіст, нападник клубу «Армінія».

## Ігрова кар'єра
Фабіан Клос починав грати у футбол на аматорському рівні і був кращим бомбардиром ліги Нижньої Саксонії. У 2009 році футболіст приєднався до клубу «Вольфсбург», де провів два сезони, виступаючи у другій команді у Регіональній лізі.
У 2011 році футболіст підписав контракт з клубом Третьої ліги «Армінія» з Білефельда. У своє му ж першому сезоні в новій команді Клос був названий гравцем року у Третій лізі. За два роки разом з командою Клос виграв турнір Третього дивізіону і підвищився до Другої Бундесліги. У сезоні 2019/20 «Армінія» виграла турнір Другої Бундесліги і вийшла до вищого дивізіону чемпіонату Німеччини. У вересні 2020 року Фабіан Клос зіграв свою першу гру у Бундеслізі, коли вийшов у стартовому складі на матч проти «Айнтрахта» з Франкфурта.
Фабіан Клос є кращим бомбардиром «Армінії» за всю клубну історію. Він пограв в усіх трьох професійних лігах німецького футболу.

## Досягнення
Армінія
- Переможець Другої Бундесліги: 2019/20